# Pelle Miljoona Oy
Pelle Miljoona Oy var ett finskt punkband som var aktivt mellan 1980 och 1983. Frontfigur var punklegenden Pelle Miljoona. Bandets sammansättning varierade mycket under årens lopp, men den första och mest legendariska gav 1980 ut en av Finlands mest uppskattade rockskivor Moottoritie on kuuma. 

## Biografi

### 1980: Den legendariska uppställningen
Efter att bandet Pelle Miljoona & 1980 splittrats, sökte Miljoona nya medlemmar till gruppen strax före julen 1979. De blev det 16-åriga basistlöftet Sami Takamäki och gitarristen från Finlands första punkband Briard, den 17-åriga Andy McCoy (Antti Hulkko). Redan på sommarens festivaler var publiken förtjust i den ungdomliga energi som nyförvärven förde till gruppen, som annars bestod av Pelle Miljoona på sång och trummor, Tumppi Varonen på sång och trummor samt Ari Taskinen på gitarr och keyboards. 
På hösten 1980 gav gruppen ut skivan Moottoritie on kuuma och fick en stor hit med en titelsången från albumet. Skivan gjorde Pelle Miljoona Oy till Finlands absolut största band. Men bara så länge som McCoy och Takamäki stannade i gruppen, och det var inte länge. Samma år hoppade de nämligen av för att gå med i glamrockgruppen Hanoi Rocks.

### 1980-1983: Personalbyten
In kom i stället gitarristen Stefan Piesnack (Pelle Miljoona & 1980, Hanoi Rocks) och basisten TB Widow. Men snart hoppade ändå TB Widow av och Piesnack blev satt i fängelse för droginnehav. Bandet spelade på den legendariska rockfestivalen i Roskilde med Vexi Kumpula som basist och senare kom den internationellt kända gitarristen Jimi Sumen in i bandet, men han trivdes inte och stack 1982 tillsammans med Kumpula. 
1982 kom gitarristen Rubberduck Jones med i bandet, vilket betydde att Piesnack fick spela bas då han kom ut ur fängelset. Det blev inte heller långvarigt, samma år stack både Jones och Varonen och in kom Jesu Hämäläinen och Vando Suvanto. Med den här uppsättningen spelades skivan Radio Kebab in tillsammans med legendproducenten T.T. Oksala. Skivan var poppigare än förut och började söka sig så långt bort från bandets ursprungliga sound att ingen längre var riktigt nöjd. I maj 1983 splittrades gruppen slutgiltigt.

## Medlemmar

### 1979-1980
- Pelle Miljoona – sång & trummor
- Tumppi Varonen – trummor & sång
- Ari Taskinen – gitarr & keyboards
- Andy McCoy – gitarr
- Sami Takamäki – bas

### 1980-1981
- Pelle Miljoona – sång & trummor
- Tumppi Varonen – trummor & sång
- Ari Taskinen – keyboards
- Stefan Piesnack – gitarr
- TB Widow – bas

### 1981
- Pelle Miljoona – sång & trummor
- Tumppi Varonen – trummor & sång
- Ari Taskinen – gitarr & keyboards
- Stefan Piesnack – gitarr
- Vexi Kumpula – bas

### 1981-1982
- Pelle Miljoona – sång & trummor
- Tumppi Varonen – trummor & sång
- Ari Taskinen – keyboards
- Jimi Sumen – gitarr
- Vexi Kumpula – bas

### 1982
- Pelle Miljoona – sång
- Tumppi Varonen – trummor & sång
- Ari Taskinen – bas & keyboards
- Rubberduck Jones – gitarr
- Stefan Piesnack – bas

### 1982-1983
- Pelle Miljoona – sång
- Tumppi Varonen – trummor & sång
- Ari Taskinen – keyboards
- Jesu Hämäläinen – bas
- Stefan Piesnack - gitarr

## Diskografi
- Moottoritie on kuuma (1980)
- Matkalla tuntemattonaan (1981)
- Radio Kebab (1982)